# 長島 (青森市)
長島（ながしま）は青森県青森市の地名。一丁目から四丁目までが存在する。郵便番号030-0861。

## 地理
青森市中心地区に属する。北は新町、東は本町、南は大野字北片岡、西は古川に接する。一丁目は、青森県庁を中心とする官庁街がほとんどを占める。二丁目の国道沿いには大小の事務所ビルが立ち並ぶ。二丁目の他の部分と三丁目・四丁目は密集した住宅街であり、そのなかに小規模な事務所・商店・医院等が点在する。

## 交通
域内に鉄道駅はない。バス停留所は次の通り。
- 県庁前 - 青森市営バス古川経由の各路線。国道7号沿いにある。西方の古川方面行きが二丁目、東方の市役所前・県立中央病院前・東部営業所方面行きは一丁目にある。
- 中央大橋 - 青森市営バス浪館・中央循環線左回りが停車。古川・青森駅方面行き。旧線路通り長島四丁目にある。
- 長島四丁目 - 青森市営バス浪館・中央循環線左回りが停車。古川・青森駅方面行き。旧線路通り長島四丁目にある。

### 主要道路
- 青森市都市計画道路 図書館通り新町線 - 北の境界をなしている。
- 国道4号・国道7号 - 青い森公園前に両路線の終点がある。
- 旧線路通り - 大正末まで東北本線があった場所。
- 柳町通り - 青森県道16号青森停車場線。東の境界。
- 県庁通り - 県庁東側の通り。
- 八甲通り- 県庁西側の通り。アスパムから青い森鉄道線の手前までを結ぶ。西の境界。道路中央に駐車場が設けられている。

## 歴史
大字大野の小字「長島」がこの地名の由来である。
- 1671年（寛文11年）7月 - 青森御仮屋（領内巡検の際の藩主の宿泊所）が設置される。
- 1871(明治4)年9月 - 青森御仮屋に青森県庁が置かれた。
- 1968年（昭和43)年9月1日、青森市中部地区の住居表示実施により、長島一～四丁目が置かれた。
  - 長島一丁目 - 大野字長島、柳町の一部
  - 長島二丁目 - 大野字長島、柳町の一部
  - 長島三丁目 - 大野字長島、大野字北片岡の一部
  - 長島四丁目 - 大野字長島、大野字北片岡の一部

## 施設
- 青い森公園 - 青森県立中央病院・青森県農業会館の跡地にある。
- 青森県庁 - 南棟・東棟・西棟。警察本部庁舎（別館）と北棟は新町二丁目にある。
- 日本赤十字社青森県支部
- 青森地方裁判所・青森家庭裁判所・青森簡易裁判所
- 青森第二合同庁舎 - 青森法務局・青森税務署等がある。
- 青森法務総合庁舎 - 青森地方検察庁などがある。
- CROSS TOWER A-BAY(クロスタワー ア・ベイ）- リッチモンドホテル青森を中心としたテナントビル。
- 商工中金青森支店
- 廣田神社
- 青森市立長島小学校